# Maladie neuro-évolutive
Les maladies neurodégénératives (ou selon un terme plus approprié: les maladies neuro-évolutives), telles que la maladie d'Alzheimer, la maladie à corps de Lewy, la maladie de Parkinson, la maladie de Huntington, l'atrophie corticale postérieure, la maladie de Lyme, ou encore la sclérose latérale amyotrophique sont des maladies chroniques invalidantes à évolution lente et discrète. Elles provoquent généralement une détérioration du fonctionnement des cellules nerveuses, en particulier les neurones, pouvant conduire à la mort cellulaire (ou neurodégénérescence). Les troubles induits par les maladies neurodégénératives sont variés et peuvent être d'ordre cognitivo-comportemental, sensoriel et moteur.
En France en 2014, les maladies neurodégénératives touchent plus d'un million de personnes et ont donné lieu à différents plans dont le plan maladies neuro-dégénératives 2014-2019. En Europe, un important programme de recherches sur ces maladies est également en place.
Au fur et à mesure que la recherche progresse, de nombreuses similitudes apparaissent reliant ces maladies les unes aux autres surtout au niveau cellulaire notamment par l'agrégation de protéines atypiques et la mort neuronale induite. La découverte de ces similitudes offre l'espoir d'avancées thérapeutiques qui pourraient améliorer simultanément les traitements de nombreuses maladies,.

## Liens entre les maladies neurodégénératives

### Mauvais repliement des protéines
Plusieurs maladies neurodégénératives sont classées comme protéinopathies lorsqu'elles sont associées une agrégation de protéines mal repliées :
- l'alpha-synucléine : peut s'agréger pour former des fibrilles insolubles dans des conditions pathologiques caractérisés par les corps de Lewy dans la maladie de Parkinson, la démence à corps de Lewy et l'atrophie multisystématisée ;
- la protéine tau : la protéine tau hyperphosphorylée est le composant principal des enchevêtrements neurofibrillaires dans la maladie d'Alzheimer ;
- la protéine bêta-amyloïde (amyloïde bêta) : le composant principal des plaques séniles dans la maladie d'Alzheimer.

### Mécanismes intracellulaires

#### Voie de dégradation des protéines
La maladie de Parkinson et la maladie de Huntington sont toutes les deux des maladies à début tardif et associé à l'accumulation intracellulaires de protéines toxiques. Les maladies provoquées par l'agrégation de protéines sont connues comme étant des protéinopathies, et elles sont principalement dues à des agrégats dans les structures suivantes :
- le cytosol (maladie de Parkinson et maladie de Huntington) ;
- le noyau (ataxie spinocérébelleuse de type 1 (SCA1)) ;
- le réticulum endoplasmique (ER), (neuroserpine) ;
- les protéines excrétées dans le milieu extracellulaire (ß-amyloïde dans la maladie d'Alzheimer).

Chez les cellules eucaryotes, il existe deux voies principales qui permettent d'éliminer les protéines ou les organites défectueux.
- Le système ubiquitine-protéasome : l'ubiquitine est une petite protéine présente dans toutes les cellules des eucaryotes. Sa fonction principale est de marquer d'autres protéines en vue de leur protéolyse. Plusieurs molécules d'ubiquitine sont liées de façon covalente à la protéine cible (polyubiquitination), grâce à l'action de trois enzymes, E1, E2 et E3-ligases. La protéine ainsi modifiée est ensuite dirigée vers un protéasome, une structure en forme de baril dont l'activité est régulée par l'ubiquitine, et dans laquelle la protéolyse se déroule. L'ubiquitine est alors libérée de son substrat et peut être réutilisée pour une autre protéine. Ce système est essentiel pour la dégradation de nombreuses protéines dont celles avec une expansion de triplet CAG et l'alpha-synucléine. Lorsque ce système est dépassé ou lorsque son activité diminue, les protéines malformées ou dysfonctionnelles vont s'agréger au niveau intracellulaire. On ne sait en revanche pas si cette agrégation de protéines est une cause ou un résultat de la neurodégénérescence[7].
- L'autophagie : c'est une forme de mort cellulaire programmée. Elle devient la voie principale lorsque les protéines sont agrégées. L'autophagie est un mécanisme permettant à la cellule de digérer une partie de son contenu, que ce soit du cytoplasme, des protéines ou des organites cellulaires. C’est la seule voie qui puisse dégrader massivement des macromolécules et des organites, c’est une voie de dégradation alternative à celle du protéasome. Elle peut être stimulée en conditions de stress, telles que la carence en nutriments, l’absence de facteurs de croissance ou l’hypoxie. Des expériences sur des souris KO des gènes impliqués dans la macroautophagie développent des agrégats intraneuronaux conduisant à la neurodégénérescence[7].

#### Dysfonctions mitochondriales
La forme la plus commune de la mort cellulaire lors de la neurodégénérescence est la voie intrinsèque mitochondriale de l'apoptose. Cette voie commande l'activation de la caspase-9 en régulant la libération du cytochrome c de l'espace intermembranaire mitochondrial. Les espèces réactives de l'oxygène (ROS) sont des produits normaux d'activité de la chaîne respiratoire mitochondriale. Leur concentration est médiée par des enzymes antioxydantes mitochondriales tels que la superoxyde dismutase (SOD) et la glutathion peroxydase (GPx). Une production accrue de ROS est un élément central de toutes les maladies neurodégénératives.
En plus de la production de ROS, les mitochondries sont également impliqués dans les fonctions de maintien de vie dont l'homéostasie du calcium, la mort cellulaire programmée, la régulation de la fusion et la fission mitochondriale, la concentration en lipides des membranes et la régulation du pore de transition de perméabilité mitochondriale. Ainsi, il est probable que ce soit l'altération de l'ensemble de ces fonctions qui conduit à la neurodégénérescence.
De nombreuses études ont montré que la dysfonction mitochondriale et le stress oxydatif joue un rôle crucial dans la pathogenèse des maladies neurodégénératives, y compris dans les plus connues : la maladie d'Alzheimer, de Parkinson, de Huntington et la sclérose latérale amyotrophique.

### Mort cellulaire programmée
La mort cellulaire programmée est la mort d'une cellule, sous n'importe quelle forme, médiée par un programme intracellulaire. Ce processus est activé dans les maladies neurodégénératives.

#### Apoptose (typeI)
L'apoptose est une forme de mort cellulaire programmée dans les organismes multicellulaires. Il est l'un des principaux types de mort cellulaire programmée (PCD) et implique une série d'événements biochimiques conduisant à une morphologie cellulaire et une mort caractéristique. On distingue deux voies de l'apoptose :
- la voie extrinsèque : elle se produit lorsque des facteurs extérieurs de la cellule activent les récepteurs de mort à la surface cellulaire (ex : FAS) qui aboutissent à l'activation des caspases-8 ou -10 ;
- la voie intrinsèque : elle résulte de la libération mitochondriale de cytochrome c ou de dysfonction du réticulum endoplasmique, chacun conduisant à l'activation de la caspase-9. Des dommages au niveau du noyau et de l'appareil de Golgi peut également conduire à l'apoptose[8],[13].

#### Autophagie (typeII)
L'autophagie est une forme de phagocytose intracellulaire dans lequel la cellule consomme activement organites endommagés ou protéines mal repliées en les encapsulant dans un autophagosome, qui fusionne avec un lysosome pour en détruire son contenu. Beaucoup de maladies neurodégénératives montrent des agrégats de protéines inhabituelles et cela pourrait être une conséquence d'un défaut de l'autophagie. Ceci reste une hypothèse et de nouvelles études sont nécessaires pour le confirmer.

#### Nécrose programmée (typeIII)
Le dernier mécanisme de mort cellulaire programmée sont les morts cellulaires dites « non apoptotiques ». Beaucoup de ces formes de type III sont observées, mais pas entièrement comprises ou acceptées par la communauté scientifique, la plus connue et la plus étudié pour le moment est la nécroptose. C'est un processus biologique qui se caractérise par une mort cellulaire par nécrose grâce à des facteurs liés à l'apoptose. En raison de l'existence de circuits moléculaires dédiés, le terme de « nécrose programmée » fut inventé pour distinguer la nécrose induite par des TNF (Tumor Necrosis Factor) de celles induites par un traumatisme non spécifique (blessure par exemple). Il s'agit donc d'un processus actif, et non passif.
Tous ces types de mort programmée s'opposent à la mort dite accidentelle qui intervient lors de lésions ou de traumatismes appelée nécrose.

### Mort cellulaire programmée et neurodégénérescence
Au cours des dix dernières années, trois vagues expérimentales ont caractérisé l'étude de la mort cellulaire dans la neurodégénérescence. Initialement, l'accent était mis sur la recherche de cellules apoptotiques dans les tissus post mortem. Cet effort a été entrepris dans le cadre de plusieurs maladies neurodégénératives et a donné lieu à des résultats contradictoires.
Compte tenu de ces problèmes, de nombreux chercheurs ont cessé d'utiliser une approche exclusivement morphologique, et incluent maintenant des techniques qui évaluent les composants moléculaires de la machinerie de la mort cellulaire programmée. Bien que cette approche combinée a souvent fait la lumière sur l'état de la mort cellulaire dans les maladies neurodégénératives, aucune de ces observations post-mortem ont permis d'établir un rôle précis de la mort cellulaire dans le processus pathologique.
Aujourd'hui, les chercheurs ne s'intéressent plus à la démonstration des changements cellulaires et moléculaires de la mort cellulaire dans les tissus humains post-mortem, mais ils se concentrent maintenant sur la compréhension du rôle de la mort cellulaire dans le processus neurodégénératif. Pour atteindre cet objectif, des molécules clés de la mort cellulaire ont été manipulés, que ce soit dans des études transgéniques ou inhibée par des agents pharmacologiques ou des vecteurs viraux dans des modèles expérimentaux de maladies neurodégénératives. Ces études ont non seulement permis d'identifier des composés qui favorisent ou empêchent la mort neuronale, mais ils ont également décrit des cibles moléculaires qui permettront, peut-être, le développement de médicaments pour prévenir et traiter des troubles neurodégénératifs.

## Les maladies neurodégénératives

### La maladie d'Alzheimer
La maladie d'Alzheimer (en allemand alʦhaɪ̯mɐ[Information douteuse]) est une maladie neurodégénérative (perte progressive de neurones) incurable du tissu cérébral qui entraîne la perte progressive et irréversible des fonctions mentales et notamment de la mémoire. Elle fut initialement décrite par le médecin allemand Alois Alzheimer en 1906. C'est la forme la plus fréquente de démence chez l'être humain. Elle touchait environ 26 millions de personnes dans le monde en 2005 et pourrait en toucher quatre fois plus en 2050, ce qui équivaudrait alors à une personne sur 85. Dans les pays développés, c'est l'une des pathologies les plus coûteuses pour la société,.
Le premier symptôme est souvent des pertes de souvenirs (amnésie), se manifestant initialement par des distractions mineures, qui s'accentuent avec la progression de la maladie. Les souvenirs plus anciens sont cependant relativement préservés. L'atteinte neurologique s'étend par la suite aux cortex associatifs frontaux et temporo-pariétaux, se traduisant par des troubles cognitifs plus sévères (confusions, irritabilité, agressivité, troubles de l'humeur et des émotions, des fonctions exécutives et du langage) et la perte de la mémoire à long terme. La destruction des neurones se poursuit jusqu'à la perte des fonctions autonomes et la mort.
Deux types de lésions du cortex cérébral ont été mises en évidence dans cette maladie : 1) les plaques séniles ; 2) les dégénérescences neurofibrillaires. Leurs causes exactes sont encore inconnues, mais des facteurs génétiques et environnementaux contribueraient à leur apparition et plusieurs facteurs de risques ont été identifiés : certaines anomalies génétiques, des facteurs de risque cardio-vasculaires ou encore l'intoxication par certains métaux lourds ou médicaments.

### La maladie de Parkinson
La maladie de Parkinson est la deuxième maladie neurodégénérative la plus fréquente La maladie affecte principalement les personnes de plus de 60 ans (âge moyen 58 ans) mais 10 % d'entre elles ont moins de 50 ans. Il existe également des formes génétiques rares (5 %) qui se manifestent plus tôt, avant l'âge de 40 ans.
Sur le plan clinique, elle se manifeste par une bradykinésie, une rigidité, des tremblements de repos qui vont constituer ce qu'on appelle la triade symptomatique ou le syndrome parkinsonien.
C'est une affection neurodégénérative chronique, lentement évolutive, d'origine le plus souvent inconnue. Elle touche une structure de quelques millimètres située à la base du cerveau appelé Substance Noire et qui est composée de neurones dopaminergiques qui disparaissent progressivement. Leur fonction est de fabriquer et libérer la dopamine, un neurotransmetteur indispensable au contrôle des mouvements du corps, en particulier les mouvements automatiques.
Le principal facteur de risque connu est l'âge. Les gènes de susceptibilité dont α-synucléine, riche en leucine répétition kinase 2 (LRRK-2), et la glucocérébrosidase (GBA) ont montré que la prédisposition génétique est un autre facteur de causalité important.

### La maladie de Huntington
La maladie de Huntington (parfois appelée chorée de Huntington) est une maladie héréditaire et orpheline, qui se traduit par une dégénérescence neurologique provoquant d’importants troubles moteurs et cognitifs, et, dans les formes les plus graves, la perte de l’autonomie et la mort. Plusieurs pistes de traitements sont en cours d’expérimentation.
La maladie se développe chez des personnes âgées en moyenne de 40 à 50 ans. Plus rarement, elle se manifeste sous une forme précoce avec l’apparition de premiers symptômes entre 15 et 25 ans.
On peut classer ces symptômes en trois grandes familles. Ces derniers, qui ne sont pas tous présents chez tous les malades, diffèrent considérablement selon les cas, certains pouvant être très discrets chez les uns (voire totalement absents) et plus flamboyants chez les autres :
- symptômes moteurs (mouvements irrépressibles de type « chorée », troubles de l’équilibre, difficultés de l’appareil phonatoire avec notamment troubles de l’élocution et de la déglutition) ;
- symptômes cognitifs (troubles de la mémoire, difficultés à organiser les tâches multiples, à manipuler les connaissances acquises, ralentissement du traitement de l'information, dégradation des facultés cognitives aboutissant à un syndrome de démence de type sous-corticale)[24] ;
- symptômes psychiatriques (très grande variété de troubles possibles : anxiété, dépression, désinhibition, agressivité, agitation…)[25].

### La sclérose latérale amyotrophique

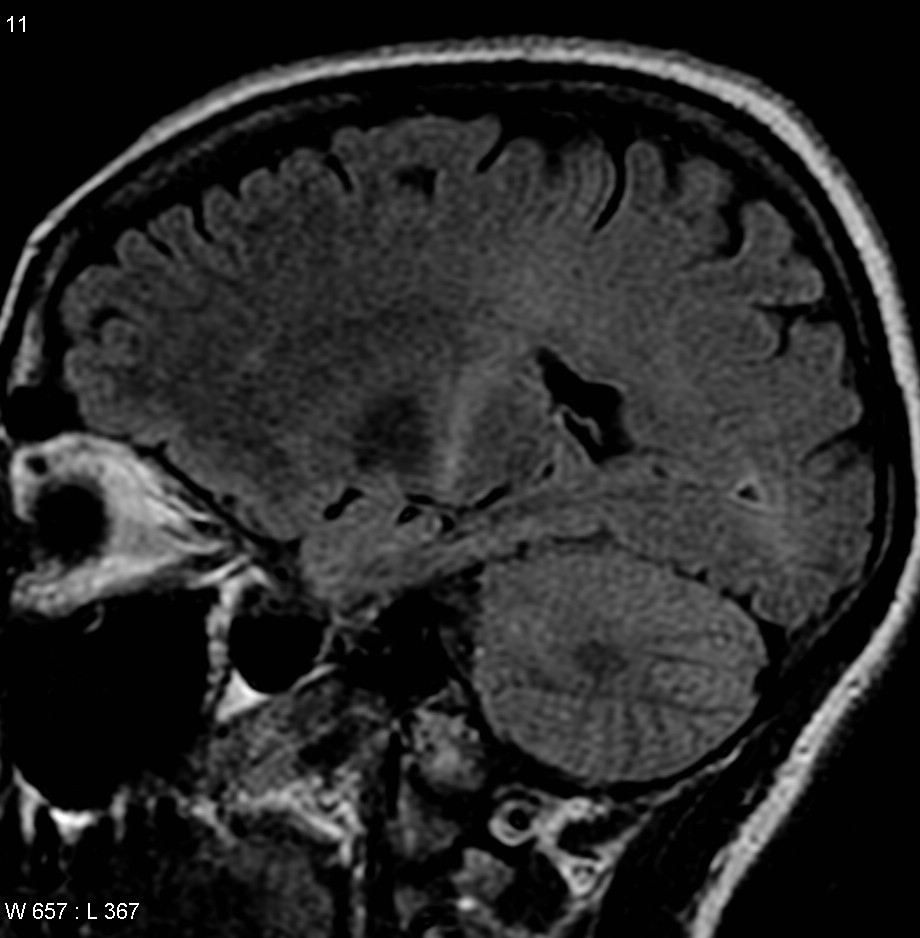
IRM céphalique lors d'une sclérose latérale amyotrophique.

La sclérose latérale amyotrophique (SLA), également appelée, dans le monde francophone, maladie de Charcot, est une maladie neurodégénérative des motoneurones de l'adulte. Elle est caractérisée par une dégénérescence progressive des motoneurones du cortex cérébral avec destruction consécutive du faisceau pyramidal (atteinte du premier motoneurone) et de ceux de la corne antérieure de la moelle épinière avec destruction des unités motrices associées (atteinte du deuxième motoneurone). Elle provoque une paralysie progressive de l'ensemble de la musculature squelettique des membres, du tronc (y compris les muscles respiratoires) et de l'extrémité céphalique.
La cause de la SLA est inconnue. Elle touche les deux sexes et son incidence augmente avec l'âge à partir de 40 ans. Le pic d'incidence se situe entre 55 et 70 ans. Des personnes âgées de plus de 80 ans peuvent être atteintes. Le rapport hommes/femmes est entre 1,3 et 2 (il tend à s'égaliser). Enfin, il faut distinguer la forme sporadique (distribution au hasard dans la population) et la forme familiale. La première forme est observée dans 90 à 95 % des cas. La forme héréditaire correspond à 5 à 10 % des cas, la plupart étant de forme autosomique dominante. Les premiers signes d'une SLA héréditaire surviennent statistiquement plus tôt (46 ans en moyenne) que les formes sporadiques (56 ans en moyenne).
Jusqu'en 2011, plusieurs mécanismes étaient suspectés expliquer l'atteinte spécifique des motoneurones sans qu'aucun n'ait été formellement établi. Plusieurs pistes sont explorées :
- une dérégulation cellulaire de la gestion du stress oxydatif, comme le montre l'implication des gènes codant la superoxyde dismutase (SOD) dans les formes familiales ;
- un phénomène d'excito-toxicité : soit par excès de glutamate ou d'une molécule apparentée, soit par des mutations modifiant les récepteurs au glutamate ;
- une dérégulation des mécanismes d'apoptose (mort programmée de la cellule)[30].

### L'atrophie corticale postérieure
L'atrophie corticale postérieure (ACP), également appelée syndrome de Benson,,, est une maladie neurodégénérative rare et évolutive, apparaissant essentiellement entre 50 et 65 ans. C'est une forme de démence parfois considérée comme une variante atypique précoce de la maladie d'Alzheimer,. Les causes ou facteurs de risques de cette maladie sont inconnus. Le docteur Frank Benson a décrit pour la première fois ce syndrome en 1988.
Le premier et principal signe de l'ACP est une altération de la vision : troubles visuo-spatiaux, visuo-cognitives (perturbations des capacités visuo-attentionnelles, visuo-perceptives) car la région postérieure du cerveau abrite le lobe occipital, responsable du traitement visuel.
Les autres symptômes sont une difficulté à lire, une vision floue, une sensibilité à la lumière, des problèmes de perception de la profondeur et des difficultés de circulation dans l'espace, apraxie, trouble de la coordination des mouvements, alexie, agnosie visuelle, non reconnaissance d'objets, agraphie, acalculie, indistinction droite gauche, difficultés pour la conduite automobile et du stationnement, difficultés pour lire une horloge à aiguilles, oublis de la fermeture de tiroirs ou de portes (de communication, four, réfrigérateur…).

## Vieillissement et neurodégénérescence
Le plus grand facteur de risque pour les maladies neurodégénératives est le vieillissement. Des mutations de l'ADN mitochondrial et le stress oxydatif contribuent au vieillissement.
Beaucoup de ces maladies sont d'apparition tardive, ce qui signifie que pour chaque maladie, des facteurs changent en fonction de l'âge de la personne.
Une dégradation du glycocalyx, qui protège les cellules endothéliales vasculaires et contribue ainsi à la barrière hémato-encéphalique, semble impliqué dans les phénomènes neurodégénératifs. Une étude menée chez la souris montre que sa densité et sa composition sont altérées lors du vieillissement, avec notamment une réduction notable de la O-glycosylation de la mucine,. 
Un facteur qui reste constant dans chacune de ces maladies est le fait que les neurones perdent progressivement leur fonction au fur et à mesure de la progression de la maladie avec l'âge.

## La recherche sur les maladies neurodégénératives
On[style à revoir] commence à comprendre les mécanismes des maladies neurodégénératives, et l'étude de formes génétiques nous[style à revoir] permet de suivre leur évolution sur des modèles animaux.
En revanche, à ce jour[Quand ?], aucun traitement ne permet de guérir ces maladies. On[style à revoir] sait pour certaines en améliorer les symptômes, mais on[style à revoir] ne sait pas restaurer la fonctionnalité des neurones lésés. On[style à revoir] ne compte plus les molécules testées avec succès chez l'animal, mais qui n'ont rien donné chez l'homme.
Des études mettent en évidence un lien entre infections virales et maladies neurodégénératives, notamment entre maladie d'Alzheimer et HSV-1,, sclérose en plaques et EBV, VZV ou HSV, maladie de Parkinson et hépatite ou grippe. L'effet bénéfique de traitements antiviraux et de vaccins appuie ces observations.

### Maladie d'Alzheimer[45]
Les recherches fondamentales et la compréhension des mécanismes à l’origine de la maladie d’Alzheimer permettent la mise en évidence de nouvelles cibles thérapeutiques pour ralentir ou essayer de traiter cette affection. Plusieurs molécules thérapeutiques sont en cours de développement. La majorité vise à bloquer l’accumulation des peptides amyloïdes. D’autres, comme des dérivés du bleu de méthylène, cherchent à lutter contre l’agrégation des protéines tau.
La piste la plus développée actuellement reste néanmoins celle de l’immunothérapie, utilisée pour éliminer le peptide bêta amyloïde. Cette stratégie consiste à injecter des anticorps hautement spécifiques dirigés contre le peptide (immunothérapie passive) ou à vacciner contre lui (immunothérapie active). La deuxième approche se fonde sur l’injection d’un peptide de structure proche, pour stimuler le système immunitaire et augmenter son efficacité à éliminer les protéines amyloïdes qui s’accumulent dans le cerveau.
Deux essais sont en cours dans des formes familiales à début précoce, formes dans lesquelles il est possible d’identifier les patients à risque avec une quasi-certitude grâce à des tests génétiques. Il s’agit de l'essai DIAN-TU (en anglais : Dominantly Inherited Alzheimer Network Trial) qui teste deux produits dont l'objectif est d'éliminer le peptide amyloïde du cerveau : le gantenerumab et solanezumab. En France, cet essai est coordonné au CHU de Rouen,.
Un autre essai, API (en anglais : Alzheimer’s Prevention Initiative), a actuellement lieu en Colombie où des dizaines de membres d’une très vaste famille sont atteints par la forme héréditaire de la maladie. Les auteurs ont identifié la mutation responsable chez plus de 500 personnes de cette famille et ont commencé un essai d'immunothérapie, ciblant également la protéine bêta amyloïde. La molécule testée est un troisième anticorps monoclonal (crenezumab).
Des anticorps dirigés contre la protéine tau phosphorylée sont également à l’essai, ainsi que des vaccins immunisant contre cette protéine (notamment le vaccin ACI-35).

### Maladie de Parkinson[48]
Trois grands axes de recherche sont en cours :

#### Améliorer les traitements
Des chercheurs tentent d’améliorer l’efficacité des traitements, non seulement pour réduire les symptômes de la maladie, mais surtout pour ralentir sa progression et limiter l’apparition de complications de type « on-off » et dyskinésies. Plusieurs stratégies sont en cours de développement : nouveaux médicaments, amélioration de la chirurgie, thérapie cellulaire, thérapie génique…
La thérapie cellulaire est une autre approche thérapeutique en développement. Elle consiste à injecter des neurones fonctionnels pour remplacer les neurones dégénérés. Depuis les années 2000, il est en effet possible d’obtenir des neurones à dopamines différenciés et fonctionnels à partir de cellules souches embryonnaires. Des essais ont eu lieu chez l’homme, mais les bénéfices cliniques sont mitigés : rien ne permet de trancher sur l’efficacité de cette technique complexe par rapport aux médicaments ou à la stimulation cérébrale profonde. La recherche se poursuit néanmoins. L’idée est maintenant de procéder à une greffe à partir de cellules souches issues du patient lui-même, pour éviter les incompatibilités entre donneurs et receveurs, et donc le risque de rejet de greffe.
L’utilisation de la thérapie génique est également étudiée. L’idée est de soigner grâce à des gènes qui s’exprimeraient dans le cerveau, afin d’y produire de la dopamine en continu. Les résultats d’un essai de phase I coordonné à l'hôpital Henri-Mondor (Créteil) sont encourageants. Les chercheurs ont introduit trois gènes codants des enzymes nécessaires à la synthèse de dopamine dans un vecteur viral. Ils ont ensuite injecté ce vecteur dans le striatum de quinze patients présentant des complications motrices. Une production de dopamine et une amélioration de certains symptômes moteurs ont été obtenues. Un essai clinique de phase II devra quantifier l’efficacité de cette thérapie à court, mais aussi à long terme : en effet, cette technique n’empêche pas la dégénérescence des neurones.
L’ancienne ballerine Marta C. González, souffrant d'Alzheimer, à sembler retrouvé la mémoire d’une chorégraphie qu’elle a exécuté plusieurs fois dans sa jeunesse. Cela montre à quel point la musique peut aider les patients souffrant de troubles neurodégénératifs.

#### Ralentir la dégénérescence
Les chercheurs tentent par ailleurs de développer des thérapeutiques permettant de ralentir ou même de stopper la progression de la dégénérescence : cela marquerait une avancée considérable dans la lutte contre la maladie de Parkinson.
Ils s’intéressent dans ce but, à des médicaments neuroprotecteurs. Ainsi, un essai thérapeutique conduit au CIC de Toulouse a montré qu’un inhibiteur de la monoamine oxydase, la rasagiline, pourrait ralentir la progression de la maladie. Cet effet est cependant modeste. L’utilisation d’autres molécules neuroprotectrices est actuellement à l’étude.
Une autre piste pourrait s’avérer intéressante : celle des facteurs neurotrophiques. Il s’agit de protéines sécrétées dans le cerveau qui contribuent au développement et au fonctionnement des cellules nerveuses. L’idée serait de les utiliser pour préserver les neurones dopaminergiques et favoriser leur croissance. Ces protéines ne sont pas directement injectables dans le cerveau et doivent donc être « administrées » par thérapie génique. Des essais cliniques ont déjà été conduits. Ils s’avèrent concluants en termes d’expression des protéines thérapeutiques dans le cerveau, mais aucune amélioration des symptômes n’a été constatée. Des progrès restent donc à faire dans ce domaine.
L’utilisation de chélateurs de fer constitue une autre approche en cours de développement. Un chélateur de fer est une molécule capable de se fixer au fer pour former un complexe qui sera éliminé dans les urines. Or la substance noire des patients parkinsoniens présente une forte concentration en fer, associée à la formation de radicaux libres délétères pour les neurones. Les résultats des premiers essais sont encourageants. Ils doivent être confirmés dans le cadre d’un essai qui sera réalisé à l’échelle européenne, piloté par le CHU de Lille, l’Inserm et le réseau NS-Park,.

#### Dépister le plus tôt possible
La recherche sur les médicaments neuroprotecteurs s’accompagne du besoin de dépister les patients le plus précocement possible : l’objectif, à terme, est de pouvoir administrer le traitement dès le début de la dégénérescence, si possible avant même l’apparition des symptômes. C’est pourquoi un effort considérable de recherche se focalise sur l’identification de marqueurs radiographiques ou biologiques de la neurodégénérescence. Actuellement[Quand ?], aucun test sanguin ou méthode d’imagerie ne permet de suivre l’évolution de la maladie de Parkinson.
Les chercheurs tentent de mettre en évidence des marqueurs en étudiant des cohortes de patients à risque de développer la maladie (sujets porteurs de mutations génétiques ou ayant des symptômes « précurseurs » de la maladie). Ces études s’étaleront sur plusieurs années. Elles comportent des examens cliniques, des explorations du sommeil, des IRM cérébrales, des échographies de la substance noire (pour visualiser les dépôts de fer), des examens par imagerie nucléaire (PET)… Plusieurs cohortes sont actuellement suivies en France et dans le cadre de collaborations internationales afin d’augmenter les chances de trouver ces marqueurs.

### Sclérose latérale amyotrophique[54]

#### À la recherche de biomarqueurs pertinents
L'identification de biomarqueurs biologiques ou radiologiques pourrait non seulement faciliter ce diagnostic, mais aussi aider à prédire l'évolutivité de la SLA et la réponse aux traitements.
Plusieurs pistes sont aujourd'hui à l'étude :
- celle des neurofilaments. Ces assemblages de protéines forment le cytosquelette des neurones et peuvent s’agréger dans les motoneurones en cas de SLA. Des premières données suggèrent une corrélation entre le taux d'une sous-partie protéique des neurofilaments retrouvé dans le sang ou le liquide cérébrospinal et l'évolution de la maladie ;
- celle de protéines et d'ARN issues de certains sous-types de lymphocytes dont la quantité augmente chez les personnes atteintes de SLA. Le suivi de leur concentration sanguine pourrait être un marqueur de la vitesse d'évolution de la maladie ;
- celle de l'imagerie fonctionnelle. En permettant d'étudier la dynamique de l'activité cérébrale, elle pourrait être utile, à terme, pour prédire la progression de la maladie. Des données expérimentales montrent que l'IRM permettrait de mesurer des paramètres d’atrophie de la moelle épinière, tandis que le PET-scan pourrait lui utiliser l’évolution de l’inflammation comme marqueur prédictif.

Ces études sont encore du domaine de la recherche et il n'existe encore aucun biomarqueur validé permettant d'envisager une utilisation en clinique.

#### Vers de nouvelles perspectives de traitement
Jusqu'à présent de nombreux candidats médicaments ont échoué à montrer leur efficacité. Mais, une nouvelle vague d'innovations a récemment été portée par l'identification de gènes responsables de la SLA et par la compréhension des cascades biologiques intervenant dans la survenue de la maladie. Ainsi, chacun des mécanismes pathogènes décrits constitue une cible thérapeutique potentielle.
Plusieurs agents thérapeutiques sont étudiés pour contrer la toxicité induite par les mutations de la protéine SOD1. Des essais cliniques de phase I ont notamment été conduits avec succès à partir d'oligonucléotides antisens qui empêchent la production de la protéine. De la même façon, des oligonucléotides antisens sont étudiés pour contrer la protéine mutante C9ORF72.
Le microenvironnement des neurones fait aussi l'objet d'études interventionnelles : une molécule expérimentale, le NP001, a fait l'objet de premières études cliniques pour contrer l'activité délétère des macrophages environnants.
Favoriser la régénérescence neuronale permettrait par ailleurs de pallier le mécanisme de mort cellulaire de la SLA. Des premières études cliniques sont en cours avec un agent anti NOGO, ciblant la protéine NOGO, inhibitrice de la repousse des axones.

## Liste de maladies neurodégénératives
- Ataxie spinocérébelleuse
- Atrophie multisystématisée
- Atrophie corticale postérieure
- Insomnie fatale familiale
- Maladie d'Alexander
- Maladie d'Alpers (en)
- Maladie d'Alzheimer
- Maladie à corps de Lewy
- Maladie de Creutzfeldt-Jakob
- Maladie de Huntington
- Maladie de Parkinson
- Maladie de Pick
- Myofasciite à macrophages
- Paralysie supranucléaire progressive
- Sclérose en plaques
- Sclérose latérale amyotrophique
- Syndrome de Wolfram